# St. Maternus (Koblenz)

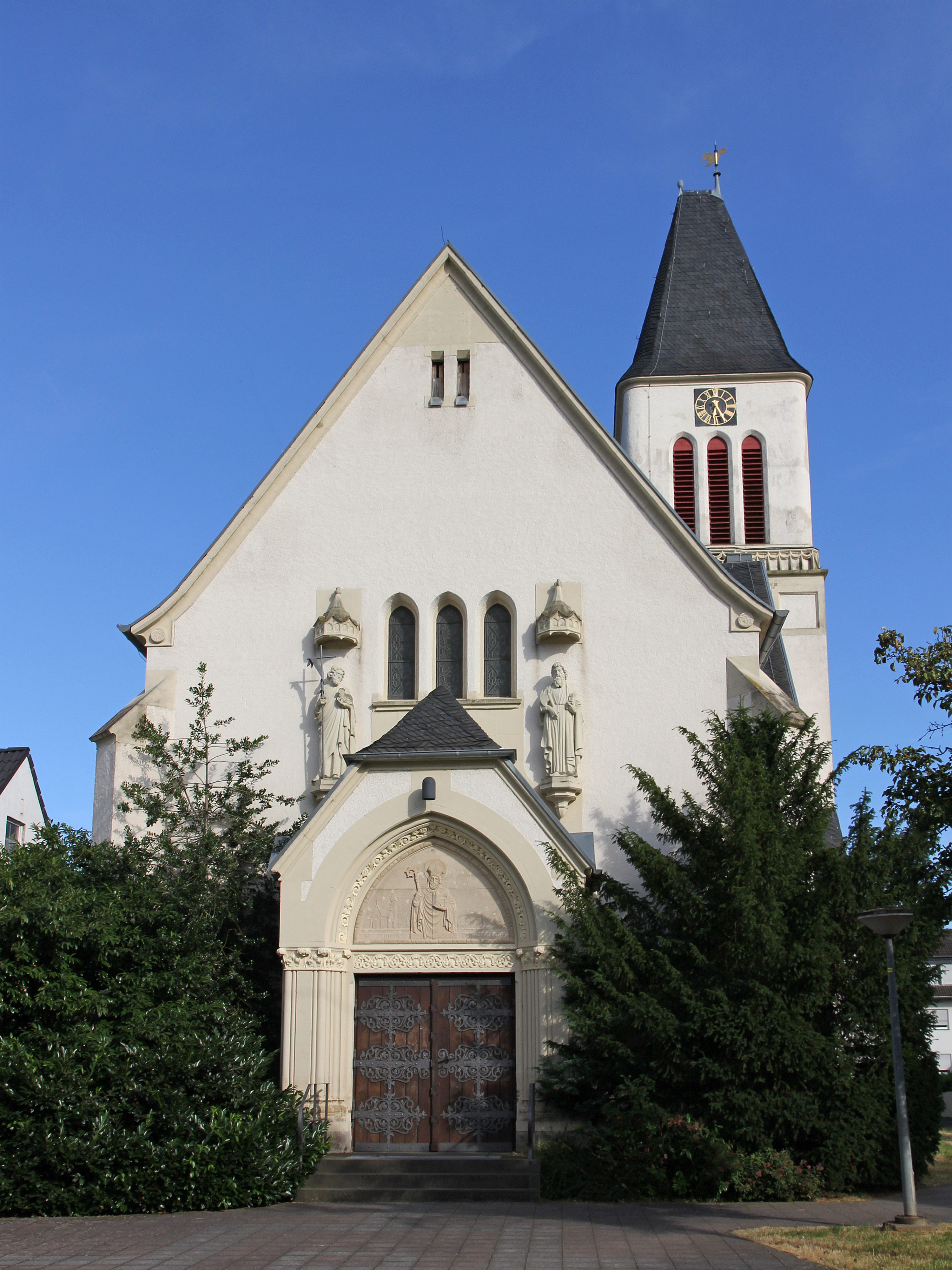
Die Kapelle St. Maternus in Koblenz-Bubenheim

Die Kapelle St. Maternus ist eine katholische Kapelle in Koblenz. Die Kapelle im Stadtteil Bubenheim wurde 1909 fertiggestellt und ist eine Filiale von St. Mauritius. Sie trägt das Patrozinium des heiligen Maternus.

## Geschichte
Eine erste Kapelle in Bubenheim wurde 1052 von der adligen Witwe Glismuot gestiftet und lag im Norden des Ortes. Zuerst war sie dem heiligen Andreas geweiht, später erhielt diese Kapelle das St.-Maternus-Patrozinium. Im Jahr 1764 wurde sie erneuert.
Die heutige Kapelle an ihrer jetzigen Stelle wurde 1908–1909 nach Plänen der Koblenzer Architekten Huch & Grefges neu errichtet. Im Zweiten Weltkrieg wurden die Chorfenster zerstört. Eine Innensanierung fand 1972–1973 und 2010–2011 statt, die letzte Außensanierung wurde 1999–2000 durchgeführt.

## Bau und Ausstattung

### Außen
Die Kapelle St. Maternus ist ein nach Südosten gerichteter verputzter Saalbau in der Art der Reformarchitektur. Sie besteht aus einem Langhaus, einem Querschiff und einem Polygonalchor. Der Turm steht im rechten Chorwinkel. Einige beim Bau verwendete Elemente, wie spitzbogige Fenster, der Eingangsvorbau mit Säulenportal, schräg gestellte Strebepfeiler an der Fassade, das Satteldach oder das Steildach des Turms, entstammen der Neugotik.

### Innen
Der Innenraum besitzt ein Gratgewölbe, über der Vierung und Vorchorjoch als Sterngewölbe sowie in den Seitenschiffen als Spitztonnengewölbe ausgeführt. Der Hochaltar (1765) mit barockem Aufsatz stammt noch aus der vorherigen Kapelle. Der sechseckige Zelebrationsaltar wurde aus Teilen der früheren Chorschranke in neugotischem Stil mit Maßwerkschnitzerei gearbeitet.
In den vier zweibahnigen Fenstern im Schiff und in den beiden vierbahnigen Fenstern an den Querhausfronten sind figürliche Glasmalereien eingelassen, die von Bubenheimern Bürgern gestiftet wurden. An der nördlichen Wand des Querschiffes hängt ein um 1850 geschaffenes Tafelbild des Koblenzer Malers Johann Baptist Bachta, das den heiligen Maternus in der Landschaft mit der Vorgängerkapelle im Hintergrund zeigt.

### Glocken
Im Turm hängen drei Stahlglocken (g / b / c), die 1952 vom Bochumer Verein geschaffen wurden und eine Bronzeglocke aus der Abtei Maria Laach (2009).

## Denkmalschutz
Die Kapelle St. Maternus ist ein geschütztes Kulturdenkmal nach dem Denkmalschutzgesetz (DSchG) und in der Denkmalliste des Landes Rheinland-Pfalz eingetragen. Sie liegt in Koblenz-Bubenheim in der St.-Maternus-Straße.